# 戸田氏富
戸田 氏富（とだ うじとみ、享保3年（1718年） - 宝暦11年9月3日（1761年9月30日））は、江戸時代の高家旗本。戸田氏尹の長男。生母は戸田氏。通称は内匠、文太郎、縫殿。官位は従五位下侍従、遠江守。
享保17年（1732年）12月6日将軍徳川吉宗に御目見する。寛保2年（1742年）7月26日、父氏尹の隠居により家督を相続する。宝暦2年（1752年）12月1日、高家職に就き、従五位下侍従・遠江守に叙任する。宝暦11年（1761年）9月3日死去、44歳。
正妻は水野分質の娘。長男氏朋ら3男2女あり。